# Homobremia
Homobremia is een muggengeslacht uit de familie van de galmuggen (Cecidomyiidae).

## Soorten
- H. emarginata (Kieffer, 1904)
- H. insolens (Felt, 1920)